# Perfecțiune virtuală
Pixel Perfect (Perfecțiunea virtuală) este al cincizecelea film original Disney Channel și a fost lansat pe 16 ianuarie 2004 în USA
Filmul începe cu un băiat de liceu pe nume Roscoe și prietena lui Samantha. Formația lui Samantha, Zettabytes, nu aveau succes. Ea poate să cânte cu vocea și la chitară, dar i se spune ca trebuie să danseze ca să aibă succes. Roscoe își folosește cunoștințele cu programul holografic al tatălui lui și creează o hologramă umană pe nume Lorette. Prima apariție, la un dans al școlii, Loretta a impresinoat multă lume. Toți în afară de Sam, care este geloasă pe perfecțiunea lui Lorreta și suspectează că Roscoe o place mai mult pe Loretta decât pe ea. Uitând de sentimentele ei, ea acceptă când Roscoe o întreabă dacă are grijă de Loretta pentru ca tatăl lui să nu o găsească și să o șteargă.Când se întorc în același club care a refuzat-o înainte de a o avea pe Loretta, ei fac un spot într-o seară a amatorile.
Următoarea cântare merge și mai bine până la sfârșit, cânt Loretta începe să-si piarda conturul, iar oamenii pot vedea că nu este reală. Pentru moment, toată lumea tace, apoi ei aplaudă repede. Toată lumea a crezut că era un star rock holografic. Loretta este în centrul antenției touși, ceea ce o face pe Sam și mai geloasă.
Roscoe pregătește o întâlnire cu casa de discuri Harshtone, compania care urmează să înregistreze primul CD al formației Zetabytes, cu tatăl lui. Ei au decis să facă echipă cu Skygraph, compania tatălui său, făcând mai multe holograme, dar într-un final aceste holograme vor avea sentimente.
Deoarece Zegabytes aveau un concert și nu o mai putea găsi pe Loretta, așa că este înlocuită de Sam, care cade după scena și se lovește la cap, intrând în comă. Samantha o lasă pe Lorreta să îi folosească corpul ca să poate atinge și simți. Ea într-un final pleacă din corpul Samanthei și nu a mai fost niciodată găsită de Roscoe sau Sam.
La ultima cântare, Sam cântă o baladă împreună cu Roscoe, care ajung să fie împreună. În timpul concertului ei văd o figură a lui Loretta în reflectoare, spunând că Zegabytes au un înger protector.

## Actori
- Ricky Ullman ca Roscoe
- Leah Pipes ca Samantha
- Spencer Redford ca Loretta Modern - Numele s-ar putea să fie luat dintr-o melodie a lui "The Beatles" pe nume "Get Back"
- Porsha Coleman ca Rachel
- Tania Gunadi ca Cindy
- Nate Stevens ca Max McAllister
- Joyce Cohen ca Dr. McAllister
- Anthony DiMaria ca Weldon Giles
- Belma Pehratovic ca Belma

## Altele
- Apare un poster al lui Avril Lavigne în camera lui Samantha. Este o versiune a magazinului Wal Mart